# 2011년 오리콘 1위 싱글 목록
일본에서 한 주간 가장 많이 팔린 싱글은 오리콘 주간 차트에 실리며, 이 차트는 오리콘이 발행하는 잡지 《오리스타》에 개제된다. 판매량은 한 주 동안의 각 싱글의 판매량을 기준으로 오리콘이 종합한다.

## 차트 기록
| 발행일    | 싱글                                    | 가수                             | 참고                      |
| --------- | --------------------------------------- | -------------------------------- | ------------------------- |
| 1월 3일   | 「Dream On」                            | URATA NAOYA feat. ayumi hamasaki |                           |
| 1월 10일  | 「トイレの神様」                        | 우에무라 카나                    | 2주 연속                  |
| 1월 17일  | 「トイレの神様」                        | 우에무라 카나                    | 2주 연속                  |
| 1월 24일  | 「DADA」                                | RADWIMPS                         |                           |
| 1월 31일  | 「はだかんぼー」                        | 야마시타 토모히사                |                           |
| 2월 7일   | 「Why? (Keep Your Head Down)」          | 동방신기                         | 2011년 1월 1위            |
| 2월 14일  | 「ULTIMATE WHEELS」                     | KAT-TUN                          |                           |
| 2월 21일  | 「Each Other's Way 〜旅の途中〜」       | EXILE                            |                           |
| 2월 28일  | 「桜の木になろう」                      | AKB48                            | 2011년 2월 1위            |
| 3월 7일   | 「Lotus」                               | 아라시                           |                           |
| 3월 14일  | 「Eternal」                             | 아카니시 진                      | 2011년 3월 1위            |
| 3월 21일  | 「バンザイVenus」                       | SKE48                            |                           |
| 3월 28일  | 「週末Not yet」                         | Not yet                          |                           |
| 4월 4일   | 「グレイテスト・ザ・ヒッツ 2011〜2011」 | 맥시멈 더 호르몬                 | 2주 연속                  |
| 4월 11일  | 「グレイテスト・ザ・ヒッツ 2011〜2011」 | 맥시멈 더 호르몬                 | 2주 연속                  |
| 4월 18일  | 「ジェットコースターラブ」              | 카라                             |                           |
| 4월 25일  | 「さよなら傷だらけの日々よ」            | B'z                              |                           |
| 5월 2일   | 「T.W.L/イエローパンジーストリート」    | 칸쟈니∞                          | 2011년 4월 1위            |
| 5월 9일   | 「Let Me Cry」                          | 장근석                           |                           |
| 5월 16일  | 「少女飛行」                            | PASSPO☆                          |                           |
| 5월 23일  | 「マイホーム」                          | 칸쟈니∞                          |                           |
| 5월 30일  | 「WHITE」                               | KAT-TUN                          |                           |
| 6월 6일   | 「Everyday、カチューシャ」              | AKB48                            | 2011년 5월 1위            |
| 6월 13일  | 「Don't Wanna Lie」                     | B'z                              | 2011년 6월 1위            |
| 6월 20일  | 「365日家族」                           | 칸쟈니∞                          |                           |
| 6월 27일  | 「Time」                                | KinKi Kids                       |                           |
| 7월 4일   | 「Flower」                              | 마에다 아츠코                    |                           |
| 7월 11일  | 「OVER」                                | Hey! Say! JUMP                   |                           |
| 7월 18일  | 「波乗りかき氷」                        | Not yet                          |                           |
| 7월 25일  | 「ふいに」                              | 이타노 토모미                    |                           |
| 8월 1일   | 「絶滅黒髪少女」                        | NMB48                            |                           |
| 8월 8일   | 「パレオはエメラルド」                  | SKE48                            | 2011년 7월 1위            |
| 8월 15일  | 「RUN FOR YOU」                         | KAT-TUN                          |                           |
| 8월 22일  | 「Everybody Go」                        | Kis-My-Ft2                       |                           |
| 8월 29일  | 「ツブサニコイ」                        | 칸쟈니∞                          |                           |
| 9월 5일   | 「フライングゲット」                    | AKB48                            | 2011년 1위 2011년 8월 1위 |
| 9월 12일  | 「家族になろうよ/Fighting Pose」        | 후쿠야마 마사하루                |                           |
| 9월 19일  | 「FIGHTERS」                            | 三代目 J Soul Brothers           |                           |
| 9월 26일  | 「Rising Sun/いつかきっと･･･」          | EXILE/EXILE ATSUSHI              | 2011년 9월 1위            |
| 10월 3일  | 「Magic Power」                         | Hey! Say! JUMP                   |                           |
| 10월 10일 | 「Bo Peep Bo Peep」                     | 티아라                           |                           |
| 10월 17일 | 「Green a.live」                        | YUI                              |                           |
| 10월 24일 | 「X X X」                               | L'Arc~en~Ciel                    |                           |
| 10월 31일 | 「オーマイガー!」                       | NMB48                            |                           |
| 11월 7일  | 「風は吹いている」                      | AKB48                            | 2011년 10월 1위           |
| 11월 14일 | 「迷宮ラブソング」                      | 아라시                           | 2011년 11월 1위           |
| 11월 21일 | 「オキドキ」                            | SKE48                            |                           |
| 11월 28일 | 「Sexy Zone」                           | Sexy Zone                        |                           |
| 12월 5일  | 「最初のメール」                        | 프렌치 키스                      |                           |
| 12월 12일 | 「BIRTH」                               | KAT-TUN                          |                           |
| 12월 19일 | 「上からマリコ」                        | AKB48                            | 2011년 12월 1위           |
| 12월 26일 | 「We never give up!」                   | Kis-My-Ft2                       |                           |

## 연간 TOP 10
※ 집계: 2010년 12월 27일 - 2011년 12월 19일
- 1위: AKB48 「フライングゲット」
- 2위: AKB48 「Everyday、カチューシャ」
- 3위: AKB48 「風は吹いている」
- 4위: AKB48 「上からマリコ」
- 5위: AKB48 「桜の木になろう」
- 6위: 아라시 「Lotus」
- 7위: 아라시 「迷宮ラブソング」
- 8위: 카오루와 토모키, 가끔 무크. 「マル・マル・モリ・モリ!」
- 9위: SKE48 「パレオはエメラルド」
- 10위: Kis-My-Ft2 「Everybody Go」

## 같이 보기
- 2011년 음악